# برنارد كريستيان اوتو
برنارد كريستيان اوتو (بالألمانية: Bernhard Christian Otto) (و. 1745 – 1835 م) هو عالم نبات، وأستاذ جامعي، وطبيب التوليد والنساء من ألمانيا .
توفي في فرانكفورت ، عن عمر يناهز 90 عاماً.

## مناصب وهيئات
أدار جامعة غرايفسفالت.